# Kuglački klub Lepoglava
Kuglački klub "Lepoglava" (KK Lepoglava; Lepoglava) je muški kuglački klub iz Lepoglave, Varaždinska županija. 
 
U sezoni 2019./20. klub se natječe u "1. B hrvatskoj ligi - Sjever".

## O klubu
Kuglački klub "Lepoglava" je osnovan 1951. godine te je u početku djelovao kao društvo za rekreaciju zaposlenika lepoglavske kaznionice. Početnih godina klub se natjecao uglavnom na turnirima održanima na području Hrvatske i Slovenije. 1965. godine klub je registriran u tadašnjoj SOFKA-i i počinje se natjecati u ligi Varaždinsko-bjelovarske regije.  
 
1986. godine je pri klubu osnovana ženska ekipa koja je djelovala neko vrijeme.  
 
Početkom Domovinskog rata većina igrača i člamova kluba se uključila u postrojbe Hrvastke vojske i klub u sezoni 1991./92. ne djeluje. Smirivanjem situacije se u sezoni 1992./93. uključuje u 3. hrvatsku ligu - Sjever. Osim igranja u sjevernoj skupini 3. HKL, klub je također igrao i u sjevernoj skupini 2. HKL te od sezone 2016./17. i  1. B HKL - Sjever. Više puta je bio prvak svoje skupine u 3. HKL. 
 
Klub ima svoju dvostaznu kuglanu za treninge, ali u njoj zbog propozicija ne može igrati ligaške utakmice, te je stoga nastupao u odgovarajućim kuglanama u okolnim gradovima, a od 2010. godine redovito koristi za domaće utakmice kuglanu "Drava" u Varaždinu. 
 
2018. godine je u ligaško natjecanje u 3. HKL uključena i druga ekipa kluba.

## Uspjesi

### Ekipno
1. B HKL - Sjever
- doprvak: 2017./18.

2. HKL - Sjever
- prvak: 2015./16.
- doprvak: 2011./12., 2013./14.

## Pregled plasmana po sezonama
| sezona         | rang lige      | liga              | poz.           | klubova u ligi | ut             | pob            | ner            | por            | poen+          | poen-          | bod            | napomene       | izvori         |
| Lepoglava C.O. | Lepoglava C.O. | Lepoglava C.O.    | Lepoglava C.O. | Lepoglava C.O. | Lepoglava C.O. | Lepoglava C.O. | Lepoglava C.O. | Lepoglava C.O. | Lepoglava C.O. | Lepoglava C.O. | Lepoglava C.O. | Lepoglava C.O. | Lepoglava C.O. |
| -------------- | -------------- | ----------------- | -------------- | -------------- | -------------- | -------------- | -------------- | -------------- | -------------- | -------------- | -------------- | -------------- | -------------- |
| 2009./10.      | II.            | 2. HKL - Sjever   | 4.             | 12             | 22             | 15             | 1              | 6              | 101            | 75,5           | 31             |                |                |
|                |                |                   |                |                |                |                |                |                |                |                |                |                |                |
| Lepoglava      |                |                   |                |                |                |                |                |                |                |                |                |                |                |
| 2010./11.      | II.            | 2. HKL - Sjever   | 5.             | 12             | 22             | 15             | 0              | 7              | 110            | 66             | 30             |                |                |
| 2011./12.      | II.            | 2. HKL - Sjever   | 2.             | 12             | 22             | 16             | 0              | 6              | 110,5          | 65,5           | 32             |                |                |
| 2012./13.      | II.            | 2. HKL - Sjever   | 6.             | 12             | 22             | 11             | 1              | 10             | 83,5           | 90,5           | 23             |                |                |
| 2013./14.      | II.            | 2. HKL - Sjever   | 2.             | 12             | 22             | 18             | 2              | 2              | 127            | 49             | 38             |                |                |
| 2014./15.      | II.            | 2. HKL - Sjever   | 3.             | 12             | 22             | 16             | 1              | 5              | 120            | 56             | 33             |                |                |
| 2015./16.      | II.            | 2. HKL - Sjever   | 1.             | 12             | 22             | 17             | 0              | 5              | 115,5          | 65,5           | 34             |                |                |
| 2016./17.      | II.            | 1. B HKL - Sjever | 3.             | 12             | 22             | 14             | 0              | 8              | 99             | 77             | 28             |                |                |
| 2017./18.      | II.            | 1. B HKL - Sjever | 2.             | 12             | 22             | 15             | 2              | 5              | 110,5          | 65,5           | 32             |                |                |
| 2018./19.      | II.            | 1. B HKL - Sjever | 3.             | 12             | 22             | 17             | 0              | 5              | 106            | 70             | 34             |                |                |
| 2019./20.      | II.            | 1. B HKL - Sjever |                |                |                |                |                |                |                |                |                |                |                |
|                |                |                   |                |                |                |                |                |                |                |                |                |                |                |

## Vanjske poveznice
- kklepoglava.eu - službena stranica  Arhivirana inačica izvorne stranice od 30. kolovoza 2019. (Wayback Machine)
- aplikacija.kuglanje.hr, Lepoglava  Arhivirana inačica izvorne stranice od 30. kolovoza 2019. (Wayback Machine)
- sportilus.com, KUGLAČKI KLUB LEPOGLAVA LEPOGLAVA
- kuglacki-savez-vz.hr, Klubovi  Arhivirana inačica izvorne stranice od 30. kolovoza 2019. (Wayback Machine)